# Elephantomyia niveipes
Elephantomyia niveipes là một loài ruồi trong họ Limoniidae. Chúng phân bố ở miền Australasia.